# Titularbistum Salamias
Salamias (ital.: Salamia) ist ein Titularbistum der römisch-katholischen Kirche.
Es geht zurück auf einen untergegangenen Bischofssitz in der gleichnamigen antiken Stadt (heute wohl Salamiyya), die in der römischen Provinz Syria bzw. Syria Coele lag. Der Bischofssitz war der Kirchenprovinz Antiochien zugeordnet.
| Titularbischöfe von Salamias |                       |                                               |                    |     |
| Nr.                          | Name                  | Amt                                           | von                | bis |
| 1                            | Francisco Salazar OFM | Weihbischof auf Mallorca (Königreich Spanien) | 12. September 1548 |     |